# Guillem de Varoïc (novel·la)
Guillem de Varoïc és un text fragmentari de Joanot Martorell que acabà integrant, amb algunes modificacions, la primera part del Tirant lo Blanc.
Es tracta d'un text creat al voltant de 1450, segurament després del viatge de Martorell a Anglaterra on, molt probablement, coneixeria el Roman anglonormand del segle xiii Gui de Warwick. Aquesta història serà la base dels primers capítols del Tirant (1–39) si bé que en variarà algun element (com els invasors) i hi inclourà diàlegs i alguns detalls que no són presents en la narració original.
A banda de la història de Gui de Warwick, Martorell inclou en el Guillem de Varoïc la part doctrinal sobre l'orde de cavalleria i l'episodi de l'escuder del Llibre de l’orde de cavalleria de Ramon Llull. En aquest sentit, el Guillem de Varoïc és una barreja de novel·la cavalleresca i de tractat teòric sobre la cavalleria.
La procedència del personatge de Guillem de Varoïc és significatiu en el desenvolupament posterior del Tirant lo Blanc en el sentit que una part important de la seva ideologia s'explicita en els relats dels cavallers que visiten Guillem ermità i expliquen les festes d'Anglaterra, paradigma de l'abundància i el bon viure. Es diu que Guillem de Varoïc era «un cavaller valentíssim» amb «gran saviesa i alt enginy», «viril» en la joventut, «victoriós amb les armes» i guanyador de llices que decideix apartar-se del món del combat per «retraure's de les armes e anar en peregrinació» a Jerusalem. Té la imatge d'ermità poc convençut que qualsevol dia pot tornar a les armes.